# AGC Glass Europe
AGC Glass Europe is een Belgisch bedrijf dat vlakglas produceert. Van 1961 tot 2007 heette het Glaverbel.

## Geschiedenis
De Belgische glasindustrie stond reeds in de 19e eeuw op een hoog peil. Het land was de grootste exporteur van glas ter wereld. Omstreeks het begin van de 20e eeuw werd door Emile Fourcault, samen met Emile Gobbe, het eerste gemechaniseerde systeem voor de glasproductie ontwikkeld. Dit leidde tot een grootschalige concentratie van activiteiten, in 1961 culminerend in een fusie van de twee grootste Belgische vlakglasproducenten, te weten Glaces et Verres (Glaver S.A.) en Union des Verreries Mécaniques Belges (Univerbel S.A.). Aldus werd Glaverbel gevormd.
In 1963 werd in Nederland een fabriek te Tiel geopend (Maasglas), en in 1965 werd een floatglaslijn in Moustier-sur-Sambre in werking gesteld, die de eerste was in haar soort op het Europese continent.
In 1972 kwam Glaverbel in handen van de Franse BSN groep, die later in Danone is opgegaan. Sindsdien ging het bedrijf zich meer en meer op speciaalglas richten. Toen BSN zijn vlakglasactiviteiten in 1981 afstootte, werd Glaverbel overgenomen door het Japanse bedrijf Asahi Glass Company (een van de kernbedrijven van de Mitsubishi Group). In 1990 werd Glavunion in het toenmalige Tsjechoslowakije overgenomen. Het bedrijf expandeerde verder in Oost-Europa en sinds 1997 in Rusland. Vervolgens werd in 1998 het Frans-Italiaanse PPG Glass Industries overgenomen. In 2004 werd een grote fabriek in het Russische Klin gebouwd.
In 2007 werd de naam van het bedrijf veranderd in AGC Flatglass Europe, waarbij AGC staat voor Asahi Glass Company. In 2009 werd  AGC Flat Glass Europe  AGC Glass Europe.

## Producten
Hoewel vlakglas op het eerste gezicht een conventioneel product lijkt, heeft Glaverbel tal van soorten speciaalglas op de markt gebracht, waaronder veiligheidsglas, isolatieglas en brandwerend glas.

## Vestigingen
AGC had in 2008 wereldwijd 16.000 werknemers, waarvan 10.700 in Europa.
In België had AGC omstreeks 2800 werknemers. Vestigingen bevonden zich in:
- Jumet (autoglas, onderzoeks- en ontwikkelingslaboratorium, meer dan tweehonderd werknemers)
- Fleurus (autoglas)
- Gompel (gemeente Mol) (vijfhonderd werknemers), waaronder Kempenglas, dat dubbele beglazing maakt
- Moustier-sur-Sambre (glas voor zonnepanelen)
- Roux (glas voor zonnepanelen)
- Zeebrugge (Seapane glas voor zonnepanelen, driehonderd werknemers)

In Nederland had het bedrijf tot 2013 negenhonderd mensen in dienst, in de volgende vestigingen:
- Goor
- Heerlen
- 's-Hertogenbosch
- Zaandam
- Maasdijk
- Oosterwolde (vijftig werknemers) of Maasglas Noord
- Tiel (de enige Nederlandse vlakglasfabriek), ontstaan uit het vroegere Maasglas B.V.

Buiten België en Nederland waren er onder meer fabrieken in Cuneo en Teplice.
Naar aanleiding van de ingestorte vraag naar glas werden in juni 2012 drie van de vier Europese fabrieken gesloten. In Moustier zou één der ovens stilgelegd worden en zou het personeelsbestand teruggebracht worden van 719 naar 123. Ook in Salerno werd de oven stopgezet. De fabriek in Tiel werd begin 2014 gesloten. Van de twintig glasovens in Europa zijn er vijf stilgelegd (in België, Frankrijk, Italië, Tsjechië en Tiel).
In november 2013 werd in Brazilië een nieuwe fabriek in gebruik genomen voor de productie van vlakglas, spiegels en autoglas (vijfhonderd werknemers tegen 2016).